# 多布罗皮利亚市镇
多布罗皮利亚市级市镇（烏克蘭語：Добропільська міська громада），是乌克兰顿涅茨克州波克羅夫斯克區的一个市镇，行政中心为多布羅皮利亞。市镇面积为265.5平方公里，2020年人口数量为43,827人。

## 居民点
该市镇包括两个市、6个镇和8个村：
- 市：多布羅皮利亞、比利茨凯
- 镇：沃江斯凱、切尔尼希夫卡（烏克蘭語：Чернігівка (Покровський район)）、新顿巴斯（烏克蘭語：Новий Донбас）、斯維特萊、斯维亚托霍里夫卡、舍甫琴柯（烏克蘭語：Шевченко (Добропільська міська громада)）
- 村：维克托里夫卡（烏克蘭語：Вікторівка (Покровський район)）、维里夫卡（烏克蘭語：Вірівка (Покровський район)）、汉尼夫卡（烏克蘭語：Ганнівка (Добропільська міська громада)）、科帕尼（烏克蘭語：Копані (Покровський район)）、斯泰皮（烏克蘭語：Степи (село)）、新维克托里夫卡（烏克蘭語：Нововікторівка (Покровський район)）、新乌克兰卡（烏克蘭語：Новоукраїнка (Добропільська міська громада)）、鲁比日内（烏克蘭語：Рубіжне (Покровський район)）